# Понте, Энцо да
Энцо да Понте Гриппо (итал. Enzo da Ponte Grippo; род. 31 марта 1973) — парагвайский фехтовальщик. Участник летних Олимпийских игр 1992 года.

## Биография
Энцо да Понте родился 31 марта 1973 года.
В 1992 году вошёл в состав сборной Парагвая на летних Олимпийских играх в Барселоне. В личном турнире рапиристов на предварительном этапе занял 6-е место в группе, победив Джеймса Вонга из Сингапура — 5:4 и проиграв Жолту Эршеку из Венгрии — 1:5, Джонатану Дэвису из Великобритании — 1:5, Удо Вагнеру из Германии — 0:5, Анатолю Рихтеру из Австрии — 2:5 и Нику Брэвину из США — 2:5. Не попал в плей-офф, поделив 54-55-е места с Дарио Торренте из ЮАР.
В личном турнире шпажистов на предварительном этапе занял последнее, 7-е место в группе, проиграв Маурисио Ривасу из Колумбии — 4:5, Адриану Попу из Румынии — 4:5, Маурицио Рандаццо из Италии — 1:5, Гэвину Маклину из Новой Зеландии — 1:5, Оливье Жаке из Швейцарии — 3:5 и Мишелю Юссефу из Ливана — 1:5. Не попал в плей-офф, заняв 68-е место.

## Семья
Отец — Родольфо да Понте (1938—2021), парагвайский фехтовальщик. Участник летних Олимпийских игр 1968 года. Первый спортсмен, представлявший Парагвай на Олимпийских играх.